# Campeonato da Dinamarca de Ciclismo Contrarrelógio
Os Campeonatos da Dinamarca de Ciclismo Contrarrelógio são organizados anualmente para determinar o campeão ciclista da Dinamarca de cada ano, na modalidade.
O título é outorgado ao vencedor de uma única prova, na modalidade de contrarrelógio individual. O vencedor obtêm o direito de usar a maillot com as cores da bandeira da Dinamarca até ao campeonato do ano seguinte, unicamente quando disputa provas contrarrelógio.

## Palmarés
| Ano  | Vencedor                | Segundo                 | Terceiro                 |
| 1995 | Jan-Bo Petersen         |                         |                          |
| 1996 | Bjarne Riis             | Jan-Bo Petersen         | Michael Blaudzun         |
| 1997 | Michael Sandstød        | Bjarne Riis             | Peter Meinert Nielsen    |
| 1998 | Michael Sandstød        | Peter Meinert Nielsen   | Michael-Steen Nielsen    |
| 1999 | Michael Sandstød        | Jesper Skibby           | Michael-Steen Nielsen    |
| 2000 | Michael Sandstød        | Michael Blaudzun        | Bekim Christensen        |
| 2001 | Michael Blaudzun        | Jørgen Bo Petersen      | Bjarke Nielsen           |
| 2002 | Michael Sandstød        | Lennie Kristensen       | Michael Blaudzun         |
| 2003 | Michael Blaudzun        | Jørgen Bo Petersen      | Brian Vandborg           |
| 2004 | Michael Sandstød        | Frank Høj               | Brian Vandborg           |
| 2005 | Michael Blaudzun        | Brian Vandborg          | Lars Ytting Bak          |
| 2006 | Brian Vandborg          | Jacob Moe Rasmussen     | Allan Johansen           |
| 2007 | Lars Ytting Bak         | Brian Vandborg          | Jacob Kollerup           |
| 2008 | Lars Ytting Bak         | Frank Høj               | Michael Blaudzun         |
| 2009 | Lars Ytting Bak         | Alex Rasmussen          | Jakob Fuglsang           |
| 2010 | Jakob Fuglsang          | Alex Rasmussen          | Michael Mørkøv           |
| 2011 | Rasmus Quaade           | Jakob Fuglsang          | Mads Christensen         |
| 2012 | Jakob Fuglsang          | André Steensen          | Michael Mørkøv           |
| 2013 | Brian Vandborg          | Rasmus Quaade           | Rasmus Sterebo           |
| 2014 | Rasmus Quaade           | Christopher Juul Jensen | Michael Andersen         |
| 2015 | Christopher Juul Jensen | Rasmus Quaade           | Mads Würtz Schmidt       |
| 2016 | Martin Toft Madsen      | Michael Valgren         | Kasper Asgreen           |
| 2017 | Martin Toft Madsen      | Kasper Asgreen          | Mikkel Bjerg             |
| 2018 | Martin Toft Madsen      | Mikkel Bjerg            | Rasmus Quaade            |
| 2019 | Kasper Asgreen          | Martin Toft Madsen      | Johan Price-Pejtersen    |
| 2020 | Kasper Asgreen          | Martin Toft Madsen      | Frederik Muff            |
| 2021 | Kasper Asgreen          | Mikkel Bjerg            | Martin Toft Madsen       |
| 2022 | Mathias Norsgaard       | Magnus Cort             | Mattias Skjelmose Jensen |

## Estatísticas

### Mais vitórias
| Ciclista             | Vitórias | Anos                                |
| -------------------- | -------- | ----------------------------------- |
| Michael Sandstød     | 6        | 1997, 1998, 1999, 2000, 2002 e 2004 |
| Peter Meinert        | 3        | 1987, 1988 e 1989                   |
| Michael Blaudzun     | 3        | 2001, 2003 e 2005                   |
| Lars Ytting Bak      | 3        | 2007, 2008 e 2009                   |
| Martin Toft Madsen   | 3        | 2016, 2017 e 2018                   |
| Kasper Asgreen       | 3        | 2019, 2020 e 2021                   |
| Frode Sørensen       | 2        | 1932 e 1935                         |
| Reno B. Olsen        | 2        | 1972 e 1973                         |
| Jørgen Timm          | 2        | 1974 e 1976                         |
| Hans-Henrik Ørsted   | 2        | 1978 e 1980                         |
| Per Sandahl          | 2        | 1979 e 1982                         |
| Jørgen Vagn Pedersen | 2        | 1983 e 1984                         |
| Claus Michael Møller | 2        | 1991 e 1993                         |
| Jan Bo Petersen      | 2        | 1994 e 1995                         |
| Brian Vandborg       | 2        | 2006 e 2013                         |
| Jakob Fuglsang       | 2        | 2010 e 2012                         |
| Rasmus Quaade        | 2        | 2011 e 2014                         |